# نالاگاسدنیا
نالاگاسدنیا (انگلیسی: Nalagasdeniya) یک منطقهٔ مسکونی در سری‌لانکا است که در استان جنوبی (سری‌لانکا) واقع شده‌است.